# IC 1522
IC 1522 ist eine Spiralgalaxie vom Hubble-Typ Sbc im Sternbild Fische auf der Ekliptik. Sie ist schätzungsweise 295 Millionen Lichtjahre von der Milchstraße entfernt und hat einen Durchmesser von etwa 55.000 Lichtjahren. Vom Sonnensystem aus entfernt sich die Galaxie mit einer errechneten Radialgeschwindigkeit von näherungsweise 6.500 Kilometern pro Sekunde.
Im selben Himmelsareal befinden sich unter anderem die Galaxien PGC 73159, PGC 73167, PGC 1199618, PGC 1205857.
Das Objekt wurde am 5. November 1891 von Stéphane Javelle entdeckt.